# Dwór na Krzesinach w Poznaniu
Dwór na Krzesinach – dawny dwór, zlokalizowany w Poznaniu, na Krzesinach, przy ul. Krzesiny 13. Jest to jedyny w Poznaniu dwór w stylu neogotyckim.

## Historia
Folwark istniał w Krzesinach w XV wieku. Pierwsze informacje o dworze zapisano w 1571. Obecny obiekt pochodzi z drugiej połowy XIX wieku. W 1900 całość dóbr krzesińskich wykupiła z rąk polskich niemiecka Komisja Kolonizacyjna, która rozparcelowała majątek i osadziła tutaj kolonistów niemieckich. Dwór zamieniono wtedy na szkołę dla dzieci tych kolonistów, a w parku postawiono w 1912 unikatowy drewniany kościół w stylu norweskim.
Parterowy, zbudowany na rzucie prostokątnym, dwór charakteryzują masywne dekoracje neogotyckie – pseudokrenelaż i blendy. Dwór jest dwutraktowy i posiada użytkowe poddasze. Obecnie mieści Przedszkole nr 85.
Na bocznej elewacji umieszczona jest tablica poświęcona ofiarom akcji krzesińskiej z 1941. Treść tablicy jest następująca (pisownia oryginalna): Dnia 23.11.1941 podczas najazdu niemieckiego na Polskę spędziła policja hitlerowska na to miejsce bezbronną ludność polską Krzesin, Krzesinek i Szczepankowa. Przez osiem godzin pastwili się rozbestwieni oprawcy w ohydny sposób nad nami. Zbici i sponiewierani przecierpieliśmy to upokorzenie i straszne katusze w milczeniu dla Polski z wiarą w nadejście dnia sprawiedliwości. Ktokolwiek staniesz przed tą tablicą zawołaj z nami. Cześć i chwała wiernym synom Ojczyzny! Wieczna hańba i zguba barbarzyńcom!.